# Monitorul de Cluj
Monitorul de Cluj este un ziar din România, care apare în Cluj-Napoca, începând din 26 iunie 1998.
Începând din 2010 este publicat de SC Monitorul de Cluj SRL, o companie privată din Cluj-Napoca. Monitorul de Cluj face parte din grupul media Monitorul-Mesagerul, care editează și săptămânalele Mesagerul de Sibiu (print și on-line), Monitorul de Mediaș (print and on-line) and Mesagerul de Alba (on-line).

Monitorul de Cluj este cel mai citit cotidian tipărit din Cluj, care apare neîntrerupt din 1998, iar portalul de știri www.monitorulcj.ro este extensia în mediul online a ziarului și este cel mai vechi site de știri din Cluj. Portalul online este auditat SATI/BRAT și publică zilnic, în timp real (24 de ore pe zi, 7 zile din 7), stiri, reportaje, interviuri, analize și anchete jurnalistice din județul Cluj și județele învecinate, din România și din lumea întreagă.